# Gammelbodtjärnen (Bergs socken, Jämtland)
Gammelbodtjärnen är en sjö i Bergs kommun i Jämtland och ingår i Indalsälvens huvudavrinningsområde.